# Aileen Wuornos
 (août 2010).
Aileen Wuornos, née Aileen Carol Pittman le 29 février 1956 à Rochester dans le Michigan, et morte le 9 octobre 2002 à Starke en Floride, est une tueuse en série américaine, surnommée « La Demoiselle de la Mort ».
Elle est condamnée à la peine de mort par injection létale pour l'assassinat d'au moins sept hommes en Floride entre novembre 1989 et novembre 1990. Ces derniers l’auraient violée alors qu'elle exerçait son activité de prostituée. Elle est reconnue coupable et condamnée à mort pour six des meurtres, un des corps n'ayant jamais été retrouvé, et est exécutée par injection létale le 9 octobre 2002 à la prison d'État de Floride, à Starke dans le comté de Bradford.

## Biographie

### Enfance
Aileen Carol Wuornos est née sous le nom de Aileen Carol Pittman à Rochester, dans le Michigan, aux États-Unis. Elle a un frère aîné prénommé Keith, né en février 1955. Sa mère, Diane Pratt, a quinze ans lorsqu'elle épouse Leo Dale Pittman le 3 juin 1954. Moins de deux ans après cette union et deux mois avant la naissance de Wuornos, Pratt divorce. Pittman est un pédophile qui a passé la majeure partie de sa vie à aller en prison et à en sortir. Aileen Wuornos n'a jamais rencontré son père car, quand elle est née, il était en prison pour viol et tentative de meurtre sur un petit garçon de huit ans. Leo Pittman se suicide dans sa cellule par pendaison à l'aide de ses draps, en 1969. En janvier 1960, Diane Pratt abandonne ses enfants, les laissant avec leurs grands-parents maternels d'origine finlandaise, Lauri et Britta Wuornos, à Troy (Michigan). Keith et Aileen sont adoptés légalement le 18 mars 1960 par leurs grands-parents Wuornos et prennent leur patronyme.
Dès son plus jeune âge, Aileen Wuornos est victime de viols par de multiples hommes dont son propre frère. À l'âge de quatorze ans, elle tombe enceinte, déclarant que la grossesse est la conséquence d'un viol par un inconnu. Elle donne naissance, le 23 mars 1971, à un garçon à la Maison des Mères Célibataires de Détroit. L'enfant est immédiatement placé afin d'être adopté. Le 7 juillet 1971, Britta Wuornos meurt d'une cirrhose du foie après que Aileen et son frère sont mis sous tutelle. Lorsqu'elle atteint ses quinze ans, son grand-père la chasse de la maison et Aileen Wuornos commence à subvenir à ses besoins comme prostituée.

### Premiers délits
Le 27 mai 1974, elle est interpelée dans le comté de Jefferson dans le Colorado, pour conduite en état d'ivresse, comportement contraire aux bonnes mœurs et tir au pistolet de calibre 22 à partir d'un véhicule en mouvement. Elle est condamnée par défaut puisqu'elle ne se présente pas au tribunal.
En 1976, elle fait de l'auto-stop jusqu'en Floride, où elle rencontre Lewis Gratz Fell (28 juin 1907 - 6 janvier 2000), âgé alors de 69 ans et président d'un yacht-club. Ils se marient la même année, l'annonce de leur union est même publiée dans les pages du journal local. Cependant, Aileen Wuornos continue à être régulièrement impliquée dans des altercations au bar local et est finalement envoyée en prison pour violence. Elle frappe également Fell avec sa propre canne, ce qui le conduit à demander une injonction à son encontre, à la suite de laquelle elle retourne dans le Michigan.
Le 14 juillet 1976, elle est arrêtée dans le Comté d'Antrim (Michigan) pour voie de fait et trouble à l'ordre public après avoir provoqué un esclandre dans un bar, et après qu'elle a lancé une boule de billard à la tête d'un barman. Trois jours plus tard, le 17 juillet 1976, son frère Keith meurt d'un cancer de la gorge. Aileen Wuornos bénéficie des 10 000 $ de son assurance-vie qu'elle dilapide en quelques semaines[réf. nécessaire]. Aileen Wuornos et Lewis Fell divorcent le 21 juillet après neuf semaines de mariage.
Le 20 mai 1981, elle est arrêtée à Edgewater en Floride pour l'attaque à main armée d'un commerce de proximité. Elle est condamnée à une peine de prison ferme le 4 mai 1982 et est libérée le 30 juin 1983.
Le 1er mai 1984, Aileen Carol Wuornos est de nouveau arrêtée après avoir tenté de déposer des chèques contrefaits dans une banque de Key West. Le 30 novembre 1985, elle est suspectée du vol d'un revolver et de munitions dans le comté de Pasco.
Le 4 janvier 1986, elle est arrêtée à Miami pour vol de véhicule, résistance à l'arrestation et obstruction à l'enquête par production de fausses informations (elle avait déclaré se nommer Lori Grody, qui était en fait le nom de sa tante). La police de Miami découvre un revolver de calibre 38 ainsi qu'une boîte de munitions dans la voiture volée.
Le 2 juin 1986, des shérifs adjoints du comté de Volusia retiennent et interrogent Aileen Carol Wuornos après qu'un compagnon masculin l'a accusée d'avoir sorti une arme à feu dans sa voiture et de lui avoir réclamé 200 $. Un pistolet de calibre 22 et une boîte de munitions sont retrouvés sous le siège passager qu'Aileen Wuornos occupait.
Durant la même période, Aileen Wuornos rencontre Tyria Moore, travaillant comme femme de ménage dans un hôtel, dans un bar gay de Daytona. Elles s'installent ensemble, Aileen assurant le quotidien par ses revenus provenant de la prostitution. Le 4 juillet 1987, la police de Daytona retient les deux femmes pour un interrogatoire à la suite d'un nouvel incident dans un bar où elles sont accusées de coups et blessures avec une bouteille de bière.
Le 12 mars 1988, elle accuse un conducteur de bus de Daytona d'agression. Elle déclare qu'il l'a poussée hors du bus après une altercation. Tyria Moore est enregistrée comme témoin de l'incident.

## Meurtres
1. Richard Mallory, 51 ans, le 30 novembre 1989. La première victime d'Aileen Carol Wuornos était propriétaire d'un magasin de composants électroniques à Clearwater, un homme déjà reconnu coupable de viol qu'elle déclara avoir tué en état de légitime défense. Un shérif-adjoint du comté de Volusia découvrit le véhicule abandonné de Mallory le 1er décembre 1989. Son cadavre ne fut retrouvé que le 13 décembre dans un secteur boisé à plusieurs miles de distance. Le corps comportait plusieurs impacts, dont deux au poumon gauche ont été considérés comme à l'origine de la mort.
2. Charles "Dick" Humphreys, 56 ans, le 19 mai 1990. Humphreys était commandant en retraite de l'U.S. Air Force, un ancien enquêteur de mauvais traitements aux enfants pour le compte de l'État de Floride et un ancien chef de la police. Son corps fut retrouvé le 12 septembre 1990 dans le comté de Marion. Il était entièrement dévêtu et avait reçu six balles au niveau de la tête et du torse. Sa voiture fut retrouvée dans le comté de Suwannee.
3. David Spears, 43 ans. Spears était un ouvrier du bâtiment de Winter Garden dont le corps fut retrouvé dénudé le 1er juin 1990 en bordure de l'autoroute 19 dans le comté de Citrus. Il avait reçu six balles.
4. Charles Carskaddon, 40 ans, le 31 mai 1990. Carskaddon était un ouvrier de rodéo à temps partiel. Son corps fut découvert le 6 juin 1990 dans le comté de Pasco. Il avait reçu neuf balles d'une arme de petit calibre.
5. Peter Siems, 65 ans. Siems quittait la ville de Jupiter, voyageant vers le New Jersey en juin 1990. Sa voiture a été retrouvée le 4 juillet 1990 à Orange Springs. Tyria Moore et Aileen Wuornos ont été identifiées comme les personnes qui ont quitté le véhicule là où il a été trouvé. Une empreinte digitale de Wuornos a été mise en évidence sur la poignée de porte intérieure. Le corps de Peter Siems ne fut jamais retrouvé.
6. Troy Burress, 50 ans, le 30 juillet 1990. Burress était vendeur de saucisses à Ocala. Il a été porté disparu le 31 juillet 1990, mais son cadavre n'a été retrouvé que le 4 août 1990 dans un secteur boisé en bordure de la route d'État 19 dans le comté de Marion. Il portait deux impacts de balles.
7. Walter Jeno Antonio, 62 ans, le 19 novembre 1990. Son corps en partie dénudé a été retrouvé le même jour près d'une route d'exploitation forestière dans le comté de Dixie. Il avait été tué de quatre balles. Sa voiture fut retrouvée, cinq jours plus tard, dans le comté de Brevard.

## Affaire judiciaire

### Interpellation et procès
Aileen Wuornos et Tyria Moore abandonnent la voiture de Peter Siems, après avoir été impliquées dans un accident de la circulation, le 4 juillet 1990 ; c'est à cette occasion que la police scientifique retrouve une empreinte digitale de Wuornos sur une des poignées de porte. Les témoins de l'accident, qui ont vu les passagères fuir du véhicule, se font connaître auprès de la police et fournissent des descriptions des fugitives, ce qui aboutit à une campagne médiatique afin de les localiser. La police retrouve également des objets personnels des victimes dans des monts-de-piété, couverts d'empreintes digitales correspondant à celles retrouvées dans les voitures des victimes ainsi que dans le rapport de police établi lors de la seconde interpellation de Wuornos de 1976.
Le 9 janvier 1991, Aileen Wuornos est arrêtée la première, lors d'une interpellation spectaculaire, dans un bar de motards, « The Last Resort » dans le comté de Volusia. La police localise Moore, le lendemain à Scranton en Pennsylvanie. Celle-ci accepte d'obtenir les aveux de Wuornos en échange d'une procédure d'immunité judiciaire complète sur le ou les crimes dans lesquels elle serait impliquée. La police ramène Moore en Floride, où elle est logée dans un motel. Suivant les instructions de la police, Moore téléphone à Wuornos à plusieurs reprises, lui demandant notamment son aide et qu'elle la disculpe. Trois jours plus tard, le 16 janvier 1991, Wuornos avoue les meurtres. Elle prétend que les hommes ont tenté de la violer et qu'elle a agi par légitime défense.
Par la suite, dans les semaines qui suivent, on retrouve les objets et bijoux qu'elle a volés. L'arme du crime, son revolver calibre 22, est retrouvée sur les indications données par Aileen Wuornos dans un lac à côté du bar « The Last Resort ».
Le 14 janvier 1992 débute le procès concernant le meurtre de Richard Mallory. Bien que des faits antérieurs ne puissent normalement pas être évoqués lors d'un procès criminel, utilisant en ceci la jurisprudence Williams de l'État de Floride, l'accusation peut néanmoins produire des preuves liées aux autres crimes afin de démontrer que le même modus operandi a été suivi pour tous ces meurtres. Wuornos est reconnue coupable du meurtre de Richard Mallory, le 27 janvier 1992, grâce au témoignage à charge de Tyria Moore. Lors de la sentence, les psychiatres, présentés par la défense, déclarent que Wuornos est instable mentalement et qu'ils ont diagnostiqué des troubles de la personnalité avec des désordres mentaux assimilés à la schizophrénie. Aileen Wuornos est une première fois condamnée à la peine capitale le 31 janvier 1992.
Le 31 mars 1992, Wuornos plaide coupable pour les meurtres de Charles Humphreys, Troy Burress et David Spears, déclarant qu'elle souhaite « être droite vis-à-vis de Dieu ». Lors de sa déposition devant la Cour, elle déclare, « Je voulais vous rappeler que Richard Mallory m'a vraiment violée comme je l'avais précédemment déclaré. Mais les autres ne l'ont pas fait. Ils ont seulement commencé à le faire ». Le 15 mai 1992, Aileen Wuornos est de nouveau condamnée trois fois à la peine capitale.
En juin 1992, Wuornos plaide à nouveau coupable pour le meurtre de Charles Carskaddon et est condamnée à la peine de mort pour la cinquième fois au mois de novembre 1992. La défense tente durant le procès de prouver que Mallory a essayé de commettre un viol dans un autre État, et qu'il avait été remis en liberté conditionnelle avec une grande mansuétude par l'institution de remise de peine de l'État du Maryland alors que celle-ci aurait dû veiller à la prévention de nouvelles agressions sexuelles par ce dernier. La défense obtient et présente les rapports de cette institution démontrant que, de 1958 à 1962, Mallory était soumis à un traitement chimiothérapeuthique et mis sous observation à la suite de présomptions d'agressions dans l'intention de violer, et qu'au total il a suivi huit années de traitement en contrepartie de sa liberté conditionnelle. Le juge refuse que ces éléments soient retenus par la Cour comme des preuves et rejette la requête de Wuornos qui demandait un second procès.
En février 1993, Wuornos plaide coupable pour le meurtre de Walter Jeno Antonio et est condamnée, une sixième fois, à la peine capitale. Aucune charge n'est retenue contre elle pour le meurtre de Peter Siems puisqu'on ne retrouva jamais le corps de la victime.
Aileen Wuornos raconta plusieurs versions incohérentes à propos des meurtres. Elle affirma initialement que les sept hommes l'avaient violée alors qu'elle effectuait son activité de prostituée, puis elle se rétracta sur ses déclarations de légitime défense. Durant un entretien accordé au documentariste Nick Broomfield, alors qu'elle pensait que les caméras et micros étaient débranchés, elle déclara à ce dernier qu'il s'agissait bien de légitime défense et qu'elle ne devrait pas être présente dans le couloir de la mort, où elle séjournait depuis deux ans à ce moment, et qu'elle souhaitait mourir.

### Exécution
L'appel d'Aileen Wuornos auprès de la Cour Suprême des États-Unis est rejeté en 1996. En 2001, elle annonce qu'elle ne ferait plus appel de sa condamnation à la peine capitale. Elle fait une requête auprès de la Cour Suprême de Floride pour se séparer de son conseil juridique et pour arrêter tous les appels, déclarant, « J'ai tué ces hommes, je les ai volés alors qu'ils étaient froids comme la glace. Et je le referais de nouveau. Il n'y a aucune raison de me garder en vie ou quoi que ce soit, car je tuerai encore. J'ai de la haine qui suinte de tous mes pores… j'en ai assez d'entendre cette chose, « elle est folle ». J'ai été examinée tellement de fois. Je suis compétente, saine et j'essaie de dire la vérité. Je suis celle qui déteste le plus fortement la vie humaine et je tuerai de nouveau. ».
Le Gouverneur de Floride, Jeb Bush, mandate alors trois psychiatres afin d'avoir un entretien de 15 minutes avec Wuornos. Les questions auxquelles doivent répondre ces experts permettent de conclure que la condamnée comprend qu'elle va mourir et pour quels crimes elle va être exécutée. Tous trois la jugent apte mentalement à être exécutée.
Lors de la dernière interview accordée au journaliste Nick Broomfield le 8 octobre 2002, Aileen Wuornos accuse les gardiennes de la prison d'avoir abusé d'elle. Elle les accuse de souiller sa nourriture, en crachant dedans, en lui servant des pommes de terres cuites dans de la saleté ou de la nourriture mélangée avec de l'urine. Elle se plaint également d'avoir surpris des conversations « tendant à la pousser à bout pour qu'elle se suicide avant son exécution » et « souhaitant me violer avant l'exécution », de fouilles en étant dénudée, de se faire passer, à chaque fois qu'elle doit quitter sa cellule, les menottes si fermement que ses poignets en sont meurtris, de coups de pied lancés contre la porte de sa cellule, de fréquents contrôles des fenêtres par les gardiennes, de pression basse de l'eau, de moisissures sur son matelas et de « miaulement de chat… avec le dégout et une pure haine à mon encontre. » Wuornos menace de faire la grève des douches ou des plateaux-repas quand certains fonctionnaires sont de service. « En attendant, mon estomac gargouille et je prends des douches au lavabo de ma cellule. »
Son avocat déclare que « Madame Wuornos souhaite seulement avoir un traitement approprié, un traitement humain jusqu'au jour de son exécution, » et « si ses allégations ne correspondent pas à la réalité, celle-ci est vraisemblablement sujette à des hallucinations qui font qu'elle croit vraiment en ce qu'elle a écrit. »
Durant la dernière période de son appel, elle accorde une série d'entretiens à Nick Broomfield. Dans le dernier d'entre eux, peu de temps avant son exécution, elle prétend que son esprit est contrôlé par la « pression sonique » afin de la faire paraître folle ; elle décrit sa mort imminente comme un voyage avec des anges à bord d'un vaisseau spatial. Lorsque Broomfield essaye de la faire revenir sur ses déclarations précédentes relatives aux meurtres de ses victimes à la suite de réactions de légitime défense, Wuornos devient livide, le maudit et met fin à l'entretien. Elle commence ses invectives à Broomfield en disant : « Vous m'avez cassée, toi, la société, les flics et le système. Une femme violée va être exécutée et servir à écrire des livres, à faire des films et de la merde. » Ses derniers mots adressés à la caméra sont « Merci beaucoup, la société, pour expédier mon cul par voie ferrée. » Broomfield rencontre plus tard Dawn Botkins, une amie d'enfance de Wuornos, qui lui dit : « Elle est désolée, Nick. Ce n'est pas à toi qu'elle a fait un doigt d'honneur. Elle a fait un doigt d'honneur aux média et également aux avocats. Elle savait que si elle en disait plus, cela pourrait faire une différence pour son exécution imminente, aussi elle a décidé de ne pas le faire. »
Aileen Wuornos est exécutée par injection létale le 9 octobre 2002 à la prison d'État de Floride (condamnée initialement à la chaise électrique, Aileen Wuornos opte pour l'injection létale devenu deuxième mode d'exécution légale en Floride en 2000). Elle est la 10e femme à avoir été exécutée aux États-Unis, depuis que la Cour Suprême a rétabli la peine capitale pour les femmes en 1976, et la 2e exécutée en Floride. Elle refuse son dernier repas et prend, à la place, une tasse de café. Sa dernière déclaration avant son exécution est « Oui, je voudrais juste dire que je navigue avec la roche, et je reviendrai, comme la Fête de l'Indépendance avec Jésus. Le 6 juin, comme dans le film. Grand vaisseau-mère et tout, je reviendrai, je reviendrai. »

## Après l'exécution
Après son exécution, Aileen Wuornos est incinérée. Ses cendres sont rapportées par Dawn Botkins dans son Michigan natal et elle les disperse sous un arbre. Elle avait demandé que la chanson Carnival de Natalie Merchant, l'ancienne chanteuse du groupe 10,000 Maniacs, soit jouée lors de ses obsèques. Lorsqu'on lui demanda pourquoi sa chanson passait en bande-son lors de la diffusion du générique de fin du documentaire de Nick Broomfield Aileen: Life and Death of a Serial Killer, Natalie Merchant commenta :
« Quand le réalisateur Nick Broomfield m'a envoyé une cassette de son film, je fus si troublée par le sujet traité que je n'ai même pas osé la regarder. Aileen Wuornos était une torturée, a mené une vie de torturée qui dépasse mes pires cauchemars. Je n'étais pas d'accord jusqu'à ce que l'on m'ait dit qu'Aileen avait passé tant d'heures à écouter mon album Tigerlily dans le couloir de la mort et qu'elle avait demandé que la chanson Carnival soit jouée à ses obsèques que j'ai accordé l'autorisation pour l'utilisation de la chanson dans le film. C'est très étrange de penser aux endroits où va ma musique une fois que je l'ai composée. Si elle a pu lui apporter du réconfort, je dois être reconnaissante. »
Broomfield déclara plus tard :
« Je pense que cette colère s'est développée en elle. Et qu'elle subsistait par la prostitution. Je pense qu'elle a fait beaucoup de rencontres terribles sur les routes. Et je pense que cette colère s'est répandue. Et finalement elle a éclaté. Avec une violence incroyable. C'était sa façon de survivre… Je pense qu'Aileen a vraiment cru qu'elle avait tué pour se défendre. Je pense que quelqu'un qui est profondément psychotique ne peut faire la différence entre quelque chose qui menace réellement sa vie et un désagrément mineur ; si vous disiez une chose avec laquelle elle n'était pas d'accord, elle pouvait entrer dans une colère noire à ce sujet. Et je pense que c'est pourquoi les choses se sont déroulées ainsi. En même temps, quand elle n'était pas dans ces humeurs extrêmes, il y avait une humanité incroyable en elle. »

## Débat et droit des prostituées
Loin de la seule chronique médiatique et judiciaire qui a valu à Aileen Wuornos d'être étiquetée « première tueuse en série lesbienne » par le FBI et la presse populaire américaine, le cas de Wuornos attire l'attention sur la situation de vulnérabilité des prostituées.
Wuornos a toujours affirmé qu'elle avait agi en situation de légitime défense face à des clients violents et que l'assassinat de seulement sept hommes sur les milliers de clients qu'elle avait eus illustrait bien ce fait. Plus généralement, le cas d'Aileen Wuornos soulève le problème des agressions (viol, vol et passage à tabac) dont sont régulièrement victimes les prostituées (notamment dans les pays qui nient ou répriment l'existence du « travail sexuel »), comme n'ont pas manqué de le rappeler les différentes associations de « travailleuses du sexe » pendant son procès.
Lynda Hart dans Fatal Women, Lesbian Sexuality and the Mark of Aggression, raconte comment Aileen Wuornos sera à la fois construite par la presse américaine comme « tueuse en série », « femme fatale » et un danger à écarter.

### Médiagraphie

#### Documentaires
- Le documentariste Nick Broomfield a réalisé deux documentaires sur Aileen Wuornos :
  - Aileen Wuornos: The Selling of a Serial Killer (1993).
  - Aileen: Life and Death of a Serial Killer en 2003.
- « Aileen Wuornos, La demoiselle de la mort » en 2003 dans Biographie.
- « L'ange de la mort » dans Ces crimes qui ont choqué le monde sur Numéro 23, RMC Découverte et Investigation.
- « Aileen Wuornos, la demoiselle de la mort » dans Portraits de criminels sur RMC Story et sur RMC Découverte.
- « Chasse à l'homme » dans Catching Killers sur Netflix.

#### Films
- Monster (2003), réalisé par Patty Jenkins, avec Charlize Theron et Christina Ricci, raconte l'histoire de Wuornos au moment où elle rencontre Selby Wall (personnage inspiré de Tyria Moore) jusqu'à sa première condamnation pour meurtre. Charlize Theron reçut l'Oscar de la meilleure actrice le 24 février 2004 pour son interprétation.
- Jean Smart fit un portrait de Wuornos en 1992 dans le téléfilm Overkill: The Aileen Wuornos Story.
- Dans les épisodes 4 et 12 de la saison 5 d’American Horror Story (2015), intitulée Hotel, Lily Rabe joue le rôle d’Aileen Wuornos.
- Aileen Wuornos: American Boogeywoman (2021), réalisé par Daniel Farrands avec Peyton List dans le rôle d’Aileen Wuornos, raconte la jeunesse de la tueuse en série au moment où elle rencontre et épouse Lewis Gratz Fell (incarné par Tobin Bell) en 1976, avant les évènements de Monster (film, 2003) mais n'est que partiellement inspiré de sa vraie histoire, se voulant être un film d'horreur avant tout avec une part de fiction.

#### Opéra
Une unique représentation d'un opéra relatant la vie d'Aileen Wuornos eut lieu, le 22 juin 2001, à San Francisco au Yerba Buena Center for the Arts. Cet opéra, dont le titre est Wuornos, a été écrit par la compositrice et librettiste Carla Lucero, dirigé par Mary Chun, et produit par le Jon Sims Center for the Performing Arts.